# Gurktalbahn

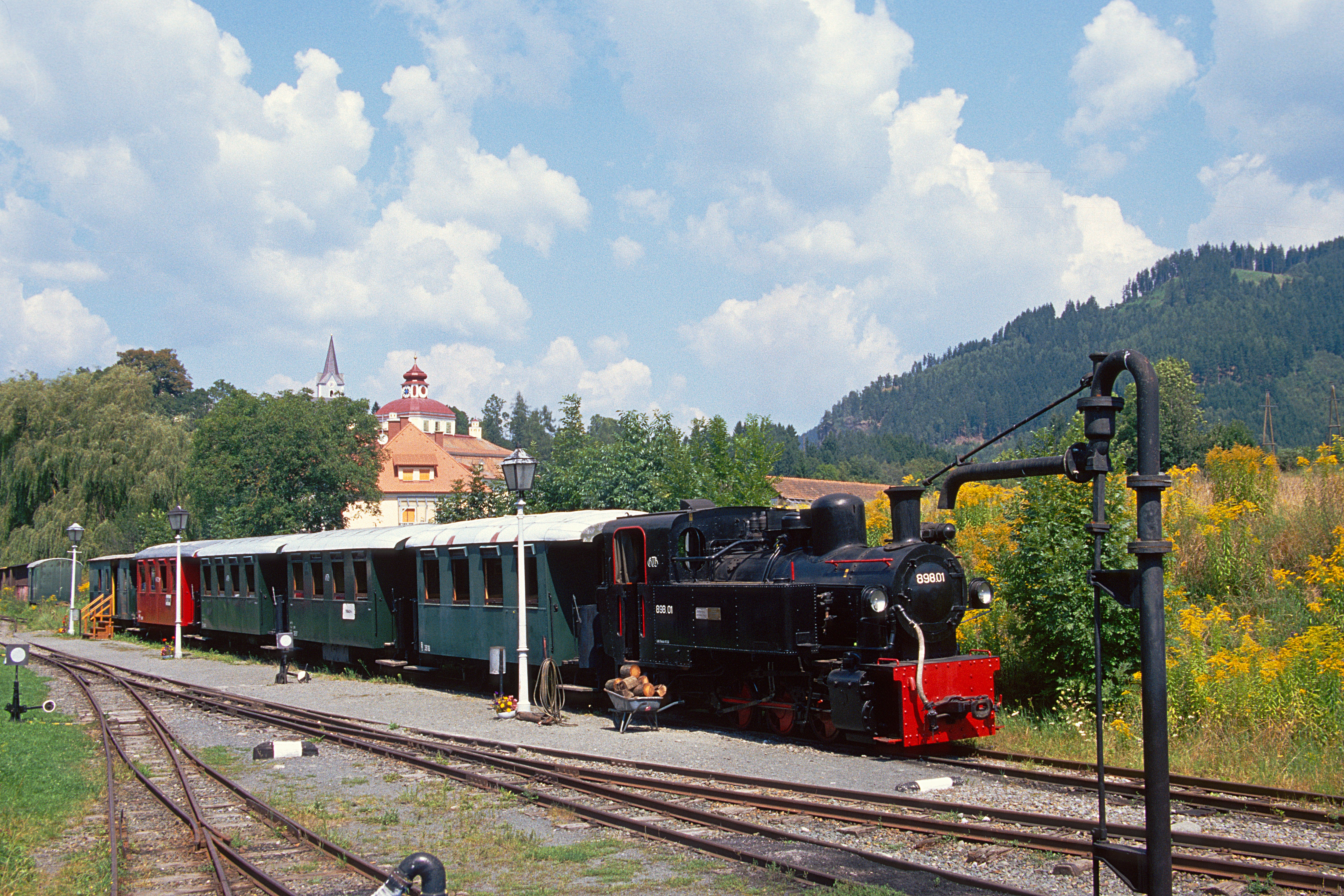
Stacja Pöckstein-Zwischenwässern

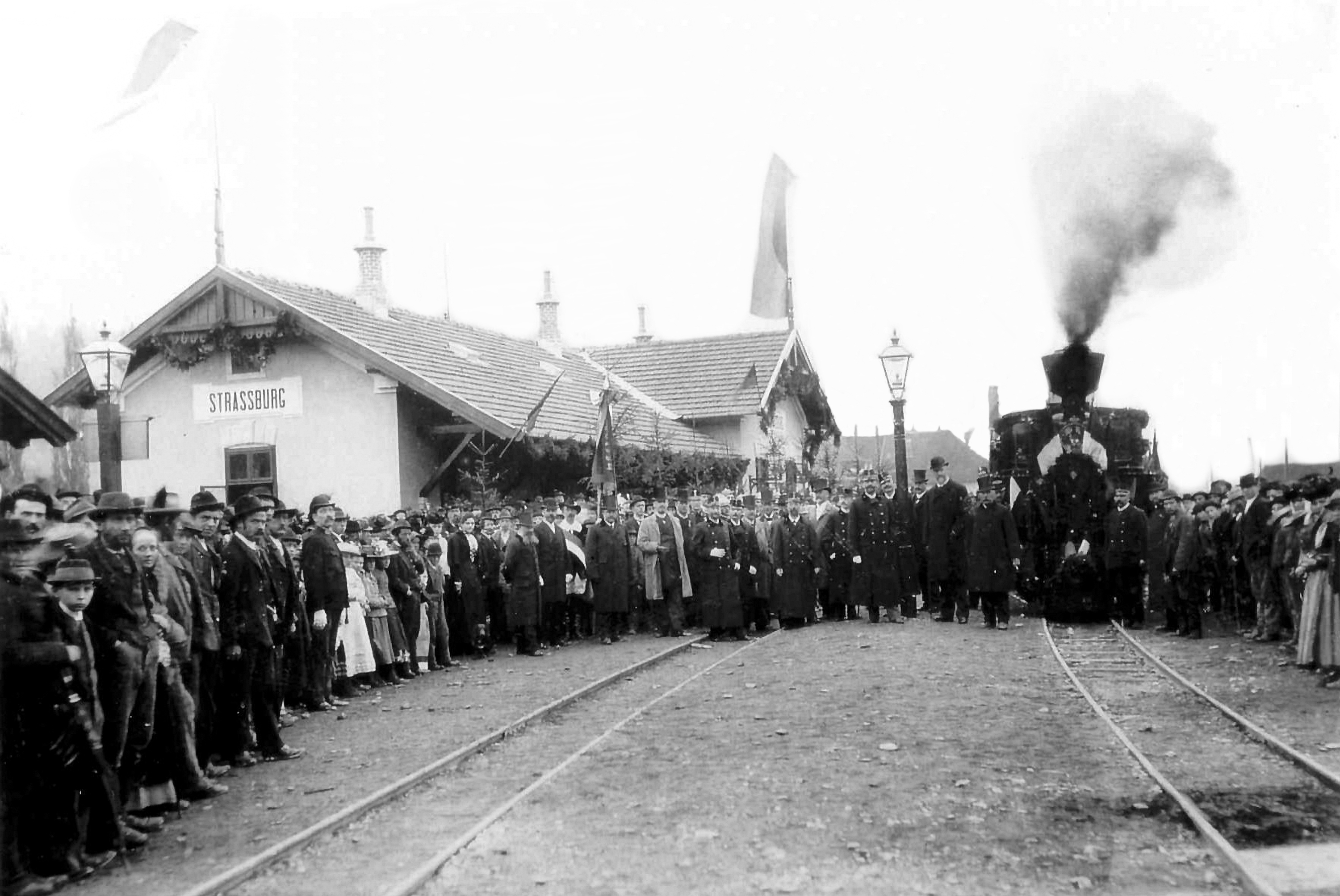
Otwarcie linii

Gurktalbahn – wąskotorowa lokalna linia kolejowa, znajdująca się na terenie Karyntii (Austria) w Alpach Gurktalskich, w dolinie rzeki Gurk.

## Historia
Rozstaw szyn wynosi 760 mm. Uruchomiona została 9 października 1898 przez Gurktalbahn AG z siedzibą w Wiedniu. Budowniczym była firma Stern & Hafferl. Z uwagi na rozwój motoryzacji indywidualnej rentowność kolei spadała od lat 50. XX wieku. 
Decyzję o zawieszeniu ruchu pasażerskiego podjęto 26 listopada 1968. Od 1972 rozpoczęto rozbiórkę linii. Pozostawiono jedynie odcinek Treibach-Althofen - Pöckstein-Zwischenwässern. Treibach-Althofen jest stacją styczną z linią normalnotorową z Unzmarkt do Sankt Veit an der Glan (linia Rudolfsbahn). 
Obecnym właścicielem zachowanego odcinka jest Klub Gurkthalbahn - karynckie muzeum kolei od 1974. Prowadzone są tutaj turystyczne przewozy trakcją parową.